# Арабы в Турции

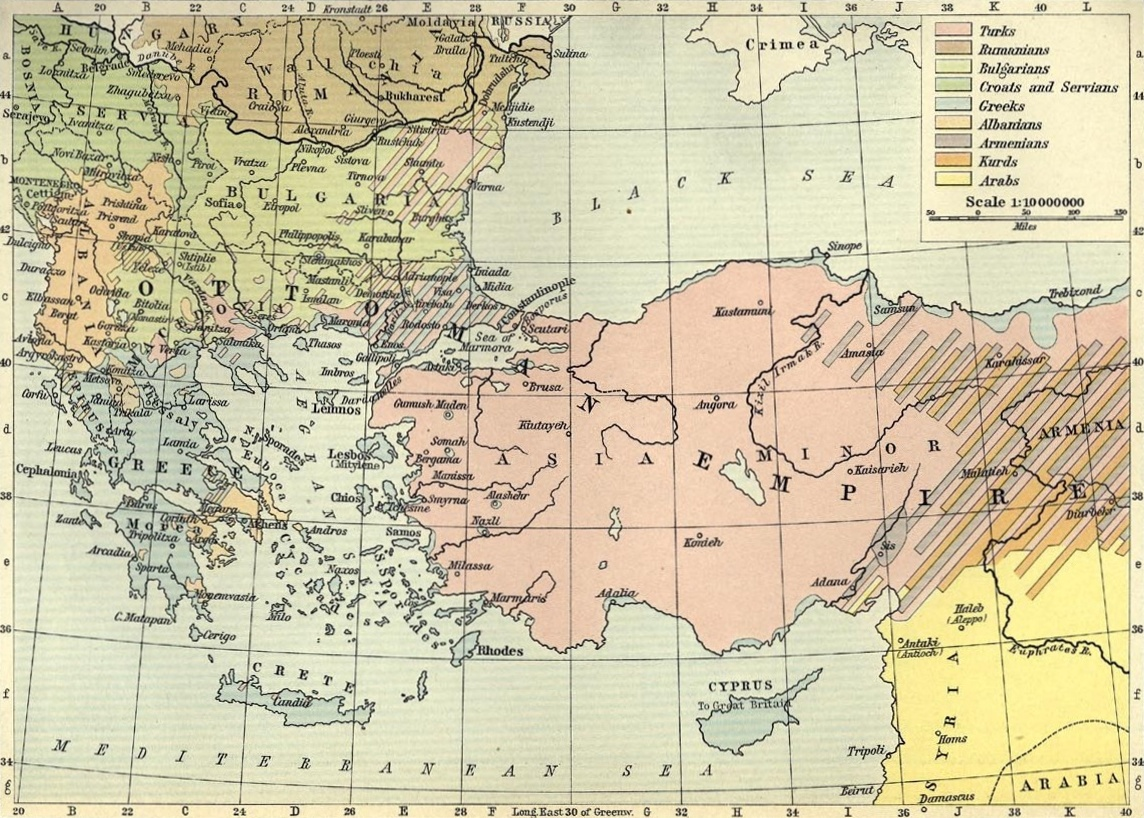
Этнографическая карта Османской империи начала XX века.

Арабы в Турции (араб. العرب في تركيا‎; тур. Türkiye Arapları), или турецкие арабы, — согласно официальным данным это 3-ья по численности этническая группа (после турок и курдов), проживающая на территории Турции. Согласно последней переписи населения 1965 года, когда в последний раз в стране были собраны данные о родном языке, 365 340 граждан Турецкой республики (1,16 % населения) назвали родным языком арабский, причём свыше половины (51,8 %) из них (189 134) никаким другим языком кроме родного арабского на момент проведения переписи не владели. Часть арабов родным языком в XXI веке не владеют, но продолжают сохранять арабское (сирийское, бедуинское и т. д.) самосознание. За время прошедшее с момента проведения последней переписи населения с учётом родного языка, этнически арабское население увеличилось как за счёт естественного прироста, так и за счёт притока арабских беженцев из соседних Сирии и Ирака.

## Происхождение
Являются потомками арабов, живших на территории Малой Азии ещё до образования Османской империи. Официально не признаны национальным меньшинством. По вероисповеданию — мусульмане-сунниты и шииты (алавиты), есть и христиане — православные и греко-католики.
Большинство автохтонных арабов-горожан ныне говорит на турецком языке, который оттеснил арабский язык, особенно в крупных городах, таких как Антакья, где османский язык утвердился в роли лингва франка уже в конце XVIII века, хотя в соседнем Алеппо, расположенном даже несколько севернее и также долгое время управляемом османами, турецко-османский язык никогда не играл сколько-нибудь существенной роли в городской жизни. Значительную роль в этом процессе играют смешанные браки между турками и представителями автохтонной арабской общины. 
В связи с массовым притоком беженцев после начала Арабской весны, численность арабов в Турции к 2019 году достигла примерно восьми миллионов человек.

## Расселение

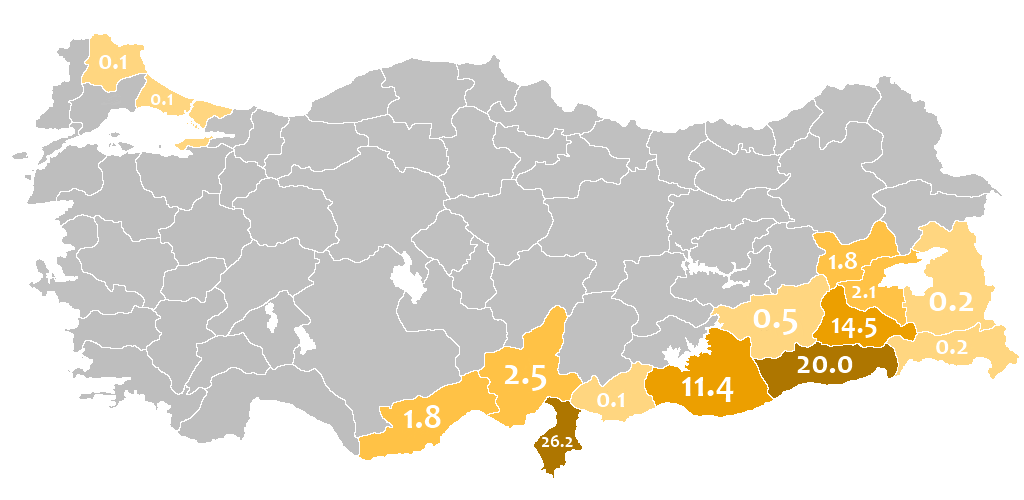
Арабский язык в качестве родного. Перепись населения 1965 года. Турция

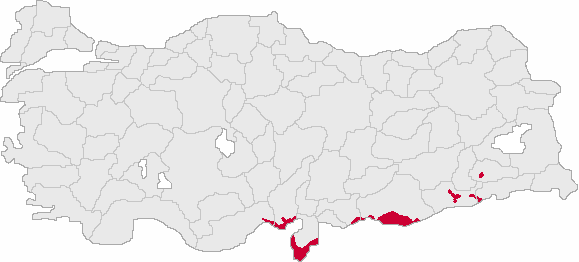
Районы мест традиционно компактного проживания арабского меньшинства на территории Турецкой республики

Турецкие арабы, исповедующие ислам, живут вдоль юго-восточной границы Турции с Сирией и Ираком в провинциях Батман, Битлис, Газиантеп, Хатай, Мардин, Муш, Сиирт, Ширнак, Шанлыурфа, Мерсин и Адана. Их соседями здесь как правило являются курды, а не турки. Они являются потомками как арабов, живших в этих местах до прихода тюрок в Анатолию из Центральной Азии в XI веке, так и поселившихся здесь во времена Османской империи. Многие из арабов имеют родственников, проживающих в Сирии, главным образом в городе Эр-Ракка.
Сами турки-османы, значительная часть которых долгое время вела полукочевой образ жизни также часто расселяли небольшие группы арабов, которые последовали за ними в том числе и в европейскую часть империи. К примеру, Орхан-гази лично привёл на поселение в Румелию в середине XIV века группу так называемых кара-арабов. В 1834 году Хасан-паша поселил в засушливой центральной Добрудже несколько десятков арабских семей из османской Сирии, которые просуществовали здесь до начала XX века, когда Добруджа оказалась в эпицентре борьбы между независимыми Болгарией и Румынией.
По Лозаннскому договору 1923 года к Турции отошла большая часть Османской Сирии, особенно вилайета Алеппо, где подавляющее большинство населения составляли арабы. В восточной части вилайета традиционно проживали кочевые и полукочевые бедуины.
В 1938 французские колониальные власти фактически уступили кемалистской Турции Республику Хатай вместе с городом Антакья (Антиохия), где проживало большое количество арабоязычных (32,5 %) самых разных религиозных деноминаций (22,5 % — арабы-алавиты, 5 % — арабы-сунниты, 5 % — арабы-православные). Арабоязычное население Хатая практически полностью оседло.
В 1995 году численность турецких арабов составляла по некоторым оценкам от 800 000 до 1 000 000 человек. По другим оценкам их численность составляет 1 600 000 человек, или менее 2 % от населения Турции.